# 피사 대성당

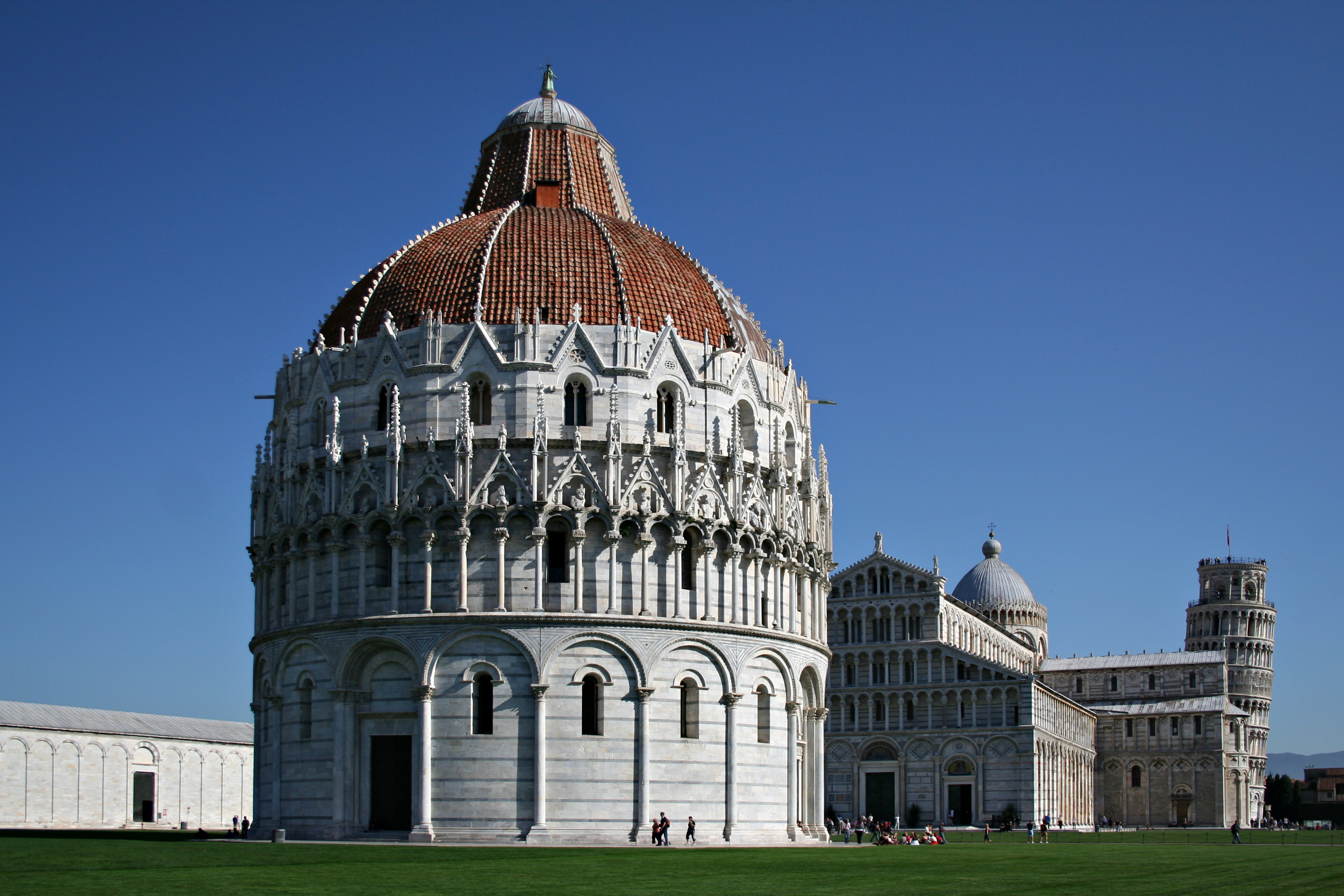
피사 대성당의 모습

피사 대성당은 유럽 중세 시기에 이탈리아의 상업도시였던 피사에 위치해 있는 이탈리아 로마네스크 건축을 대표하는 주교좌 성당(대성당)이다. 이 성당은 피사의 사탑이라는 이름으로 알려진 종루, 세례당, 묘지 캄포산토(성스러운 토지라는 뜻) 등을 갖추었다. 이 성당은 팔레루모 해전의 승리를 기념해서 1064년 그리스인 부스케투스(Buschetus)의 설계에 의해서 기공하였고, 1118년에 헌당되었으며, 12세기 말에 라이날두스(Raynaldus)가 서측 부분을 연장해서 돔을 설치하고 13세기에 파사드가 완해서 준하였다.

## 성당에 관여한 주요 예술가
- 치마부에
- 잠볼로냐
- 안드레아 델 사르토

## 같이 보기
- 미라콜리 광장
- 피사의 사탑
- 산 조반니 세례당 (피사)